# Rhodacanthis flaviceps
Rhodacanthis flaviceps là một loài chim trong họ Fringillidae.